# Tobias Bauer
Tobias Bauer (* 16. Juli 1988 in Andernach, Rheinland-Pfalz) ist ein ehemaliger deutscher Fußballspieler, der seit seiner Jugend bei der TuS Koblenz unter Vertrag stand. Zuletzt spielte er bis Ende 2015 für die SG Eintracht Mendig/Bell.

## Karriere
Tobias Bauer kam bereits in jungen Jahren zur TuS Koblenz, bei der er in der Jugend spielte. Beim Verein aus dem Koblenzer Stadtteil Neuendorf wurde er zu Beginn der Saison 2007/08 zur Zweiten Mannschaft hochgezogen, bevor er im Jahr 2010 zum ersten Team unter der Leitung von Petrik Sander kam, der bevorzugt auf junge Talente setzte. Er debütierte für die Koblenzer in der dritten Liga 2010/11 gegen Kickers Offenbach am 10. Spieltag, als er in der 87. Spielminute eingewechselt wurde. Zu weiteren Einsätzen kam er meist als Einwechselspieler. Seinen ersten Treffer markierte er beim 4:0-Heimerfolg gegen den 1. FC Heidenheim, als er in der 70. Minute Torhüter Erol Sabanov überwand. Im Rheinlandpokal 2011 erzielte Bauer im Halbfinale gegen die SpVgg EGC Wirges den 1:0-Siegtreffer, im Finalspiel unterlag man Eintracht Trier mit 0:2. Zur Saison 2012/13 erhielt Bauer keinen neuen Vertrag in Koblenz. Im Juni 2012 gab der VfB Oldenburg die Verpflichtung von Bauer für die Regionalligasaison 2012/2013 bekannt. Im Januar 2013 wurde sein Vertrag in beiderseitigem Einvernehmen aufgelöst. Bauer wechselte daraufhin zurück nach Rheinland-Pfalz und schloss sich dem Oberligisten SV Roßbach/Verscheid an. Im Juli 2014 wechselte er zum Oberligisten FSV Salmrohr, mit dem er den Rheinlandpokal gewann. Im Juli 2015 wechselte Bauer in die Rheinlandliga (6. Spielklasse) zur SG Mendig/Bell. Für seinen neuen Club absolvierte Bauer aufgrund eines Knorpelschadens im Sprunggelenk lediglich sechs Spiele und schoss dabei ein Tor. Sein im Dezember 2015 auslaufender Vertrag wurde nicht verlängert. Im Sommer 2016 beendete Bauer seine Karriere wegen anhaltender Fußprobleme.
Seit der Saison 2017/18 ist Bauer Co-Trainer der U-17-Bundesligamannschaft des VfL Wolfsburg.
Seit der Saison 2018/19 ist Bauer Assistent der sportlichen Leitung der VfL Wolfsburg Fußball Akademie.
Seit Juli 2021 und dem Wechsel des sportlichen Leiters der Akademie, Pablo Thiam, zu Hertha BSC, fungiert Bauer als Koordinator Sport / Kaderplanung der VfL Wolfsburg Fußball Akademie.